# Carl Gotthard Langhans
Carl Gotthard Langhans (1732-1808) est un constructeur et architecte prussien. Ses œuvres figurent parmi les premières du néoclassicisme. Son ouvrage le plus connu est la porte de Brandebourg à Berlin.

## Biographie
Langhans est né à Landeshut (Kamienna Góra), en Silésie. Il étudie d'abord le droit de 1753 à 1757 à Halle, puis les mathématiques et les langues. C'est en autodidacte qu'il aborde l'architecture, étudiant plus particulièrement les textes de l'antiquité romaine, les théories de Vitruve et leur version moderne de Winckelmann.
Son premier projet (1764) pour l'église protestante de Glogau, appelée l'église « à la Barque de Christ » (« zum Schifflein Christi »), lui vaut d'être reconnu comme architecte, et la même année, d'être nommé inspecteur des domaines du comte de Hatzfeld, qui avaient été détruits par la guerre. Il les reconstruisit selon sa propre conception entre 1766 et 1774. Grâce à l'intervention du comte de Hatzfeld, il s'est aussi fait connaître à la cour royale de Berlin. Son premier travail au service de la famille royale fut, en 1766, la cage d'escalier et la « Muschelsaal » du château de Rheinsberg.
Il mourut à Grüneiche près de Breslau en 1808.

## Famille
En 1771, Langhans avait épousé Anna Elisabeth Jaeckel, la fille d'un juriste de Breslau. Ils eurent cinq enfants : deux filles, Juliane Louise et Amalie Wilhelmine, un fils, l'architecte de théâtre Carl Ferdinand ainsi que deux autres enfants, morts peu après la naissance.
À partir de 1782, ils ont vécu auprès de sa belle-famille dans une maison de l'Albrechtstraße à Breslau. En 1788, ils s'installent à Berlin, où il habitait au 48, Charlottenstrasse, à l'angle de l'actuelle Behrensstrasse.

## Les voyages d'étude
Vers la fin du XVIIIe siècle et le début du XIXe siècle, tous les artistes rêvaient d'entreprendre un voyage en Italie afin d'être en mesure d'étudier les bâtiments antiques de leurs propres yeux. La réalisation de ce rêve n'est pas accordée qu'aux Goethe et Schinkel. Langhans, lui aussi, a pu se permettre ce voyage en 1768 et 1769 grâce à l'appui du comte de Hatzfeld. Il a aussi visité l'Angleterre, la Hollande, la Belgique et la France, au nom et aux frais du roi.

## Œuvres principales
- Le château Hatzfeld de Trachenberg (après 1760)
- La cage d'escalier et la « Muschelsaal » du château de Rheinsberg (1766–1769).
- Le réfectoire du Palais de Justice à Breslau (1775-1776), détruit.
- Le château de Romberg (de) près de Canth (1776-1781), conservé comme hôtel Palac Alexandrów
- Le palais Mielżyński (de) à Pawłowice (1778-1783), conservé
- Le château de Dyhernfurth (de) en Basse-Silésie (1780-1785), reconstruit
- La Pyramide à Rosen (de), arrondissement de Kreuzburg-en-Haute-Silésie (de) (1780), conservée
- Le théâtre de Breslau (1782), remplacé en 1841 par l'Opéra, construit par son fils Carl Ferdinand.
- Le palais Wallenberg-Pachaly (de) à Breslau (1785-1787), conservé
- L'église évangélique de Waldenburg (aujourd'hui Wałbrzych) (1785-1788)
- L'église évangélique de Groß Wartenberg (aujourd'hui Syców) (1785-1789)
- La salle de bal du château de Bellevue, dans le Tiergarten de Berlin.
- Théâtre (1787-1791) et Belvédère (de) (1788-1790) du château de Charlottenburg.
- Intérieur du palais de Marbre, dans le Nouveau Jardin de Potsdam (1789-1791).
- Porte de Brandebourg (1788-1791)
- Plan de la faisanderie de Poręba (en) (1800), près de Pless, conservée.
- Deutsches Nationaltheater (1800-1802) sur le Gendarmenmarkt. Ce théâtre national a brûlé en 1817. Sur son emplacement, Karl Friedrich Schinkel a construit le Konzerthaus de Berlin.

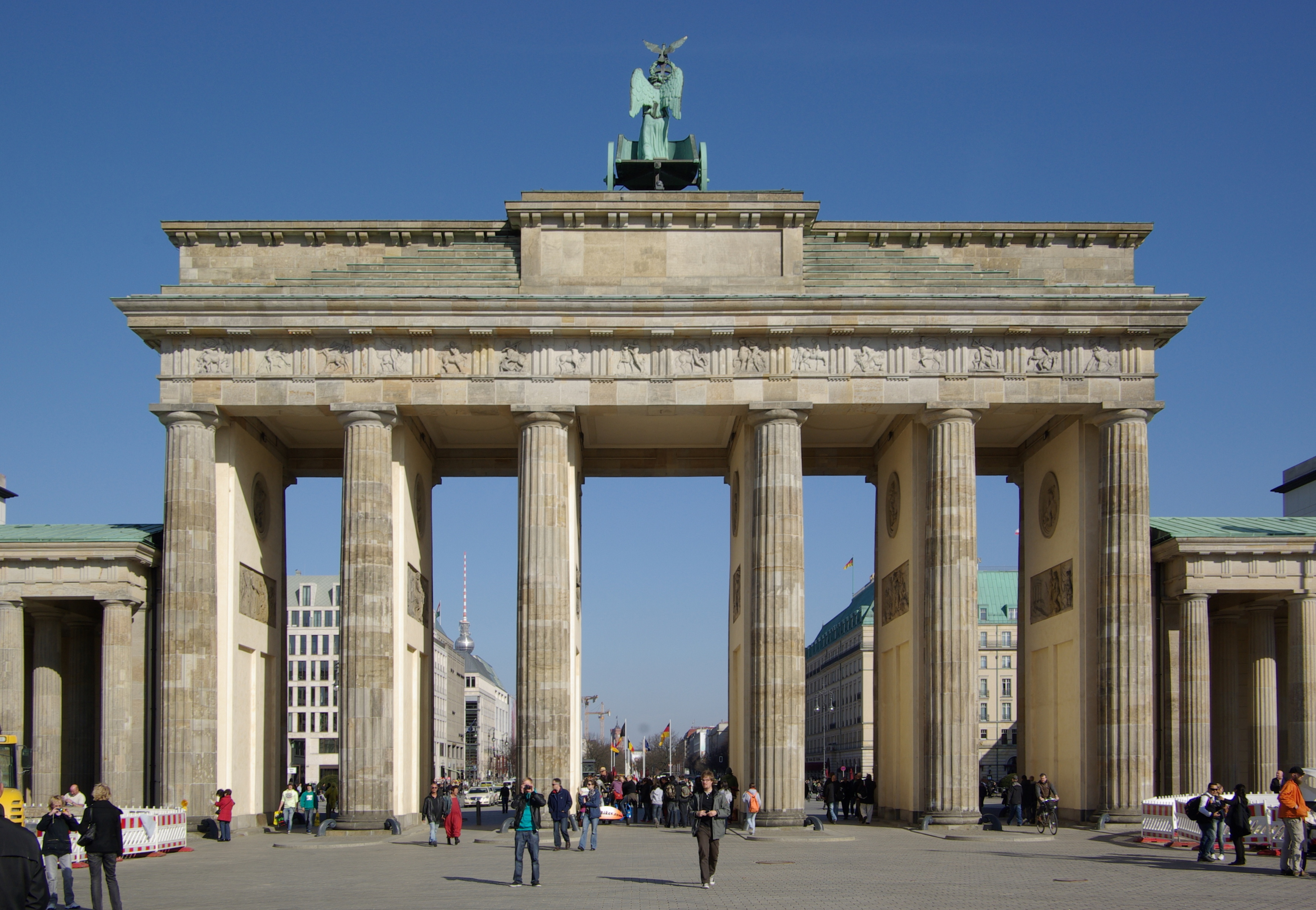
Porte de Brandebourg.
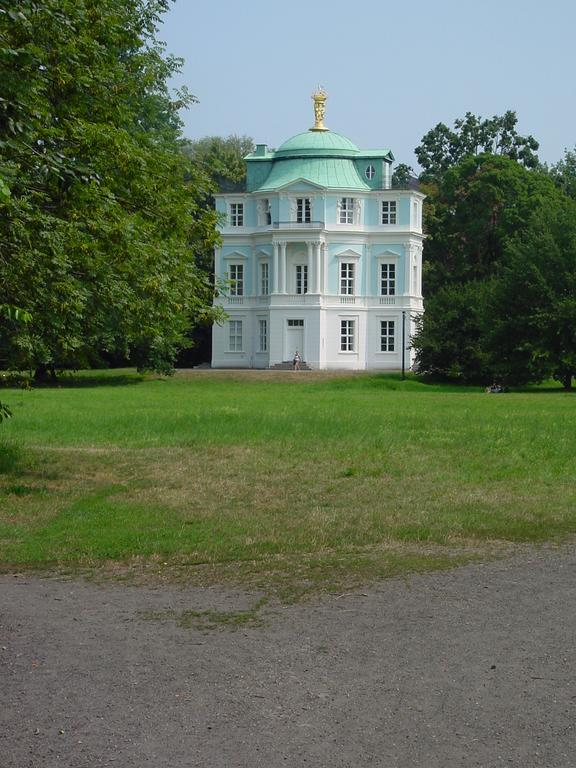
Belvédère de Charlottenburg.
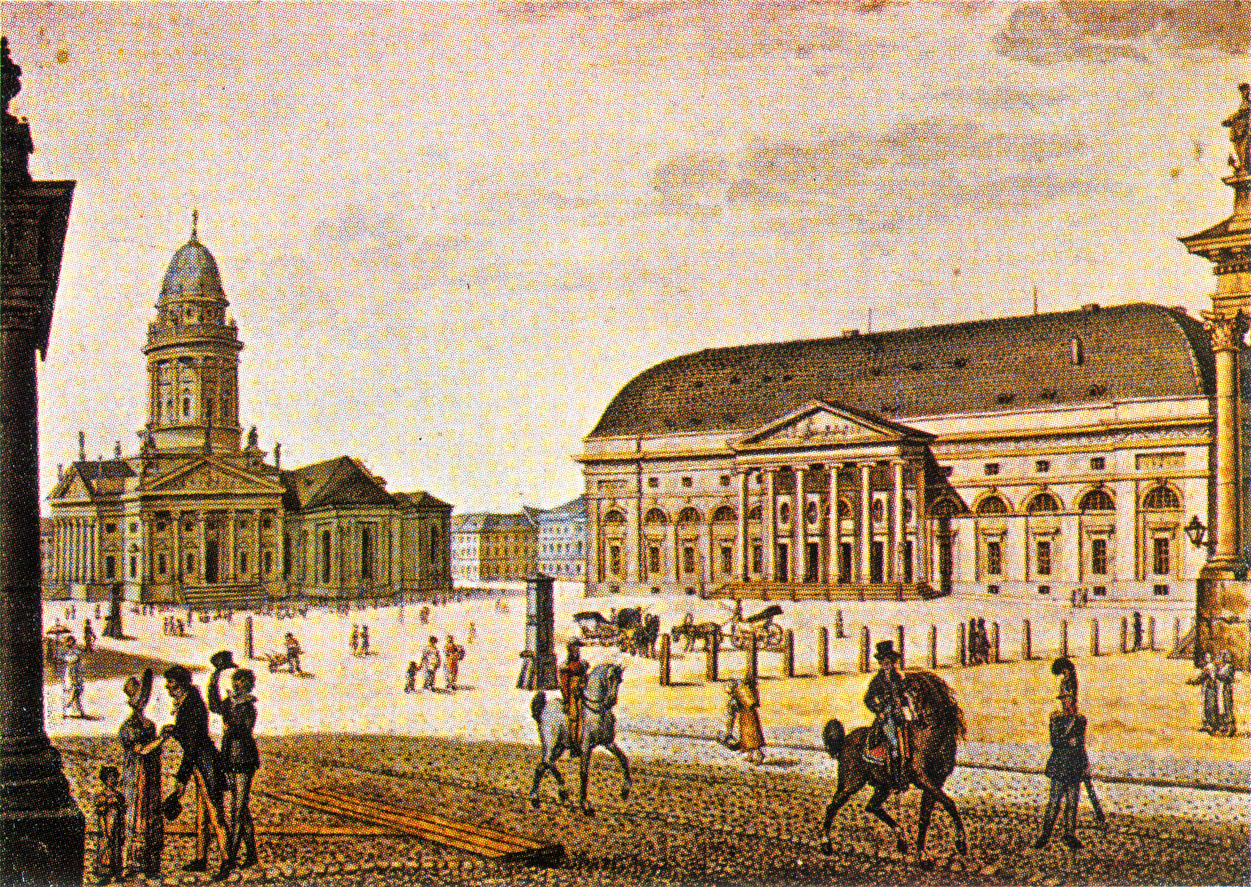
Théâtre national en 1815.
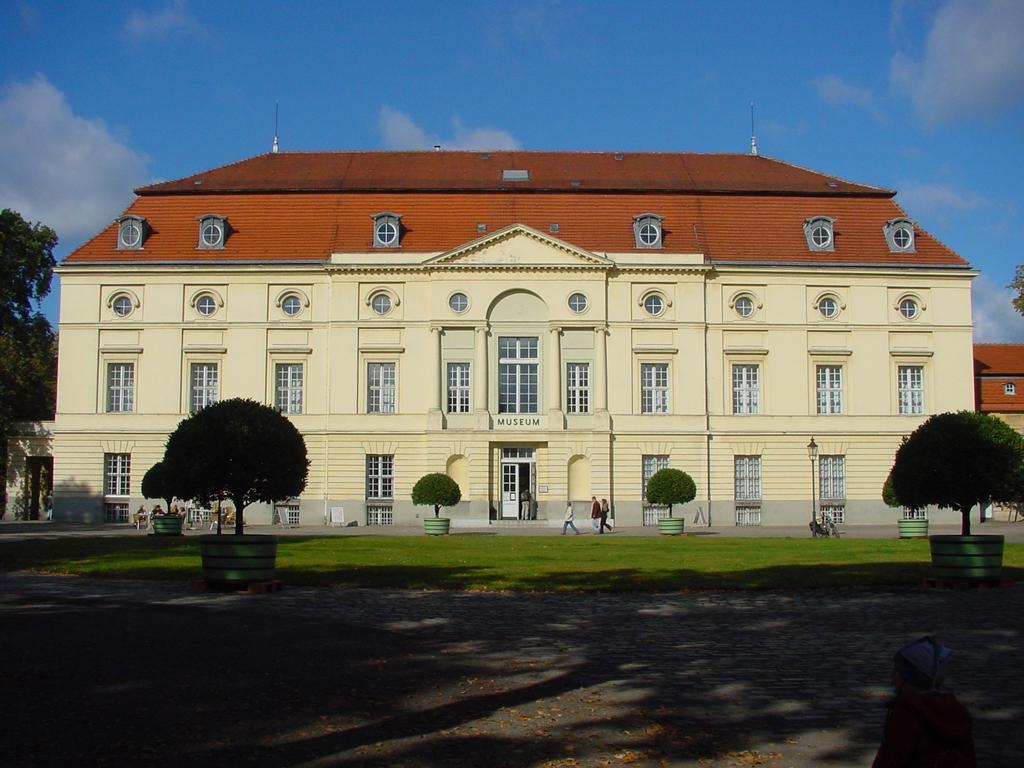
Théâtre du château de Charlottenbourg.
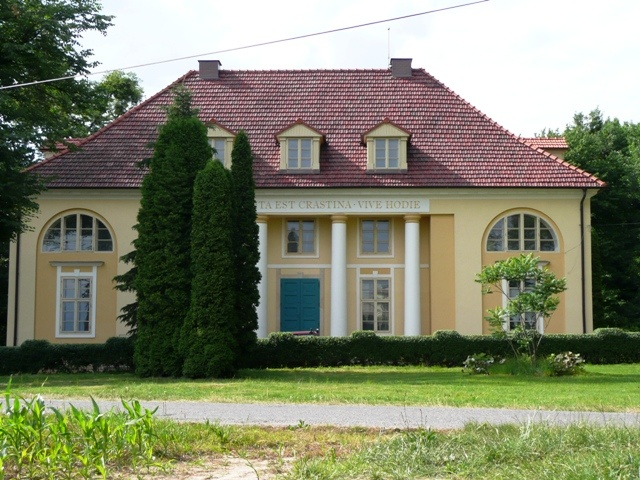
Faisanderie de Poręba.